# El Cerro (Rasines)
El Cerro es una localidad del municipio de Rasines (Cantabria, España). En el año 2008 contaba con una población de 211 habitantes (INE). La localidad está situada a 105 metros de altitud sobre el nivel del mar, y a está a una distancia de un kilómetro de la capital municipal, Rasines. De su patrimonio destaca la plaza de toros de forma cuadrada que es Bien incluido en el Inventario General de Cantabria desde 2004.
- Datos: Q5493132